# Mainardo di Sutri
Mainardo (fl. XI secolo) è stato vescovo di Sutri, storicamente documentato nel 1070.

## Biografia
Non si hanno notizie sulla vita e l'operato del vescovo Mainardo, noto soltanto per la sua partecipazione ad un sinodo romano nel mese di maggio del 1070, durante il quale fu risolta una controversia sorta tra i vescovi di Fossombrrone e di Senigallia sul possesso delle chiese e dei beni della Massa di Sorbetolo.
Le origini della controversia sono precedenti al 1070. Se ne fa menzione in una lettera di Pier Damiani del 1050 circa, indirizzata al vescovo Roberto di Senigallia; il santo si scusò perché aveva fatto consacrare al vescovo di Fossombrone una chiesa nella Massa di Sorbetolo, ledendo così i diritti del vescovo di Senigallia, a cui spettava la giurisdizione su quelle terre, e che lanciò l'interdetto sulla chiesa.
Papa Vittore II, tra il 1054 e il 1057, per sovvenire alla povertà della Chiesa di Fossombrone, distaccò dalla diocesi di Senigallia la Massa di Sorbetolo e l'attribuì alla mensa vescovile di Fossombrone con tutti i diritti ecclesiastici e feudali: così Loretello, Nidastore, Montesecco, San Pietro e Palazzo, oggi frazioni di Arcevia, divennero parte integrante della diocesi di Fossombrone. Il vescovo di Senigallia non accettò questa ampia sottrazione della sua diocesi e le liti con Fossombrone proseguirono nei decenni seguenti.
La controversia fu risolta da papa Alessandro II con il decreto Cum in Dei  del 15 maggio 1070 a favore della diocesi e dei vescovi di Fossombrone, confermando la sentenza che già aveva dato papa Vittore II. Tra i 12 prelati menzionati nel protocollo della lettera, assieme ad alii quamplures, figura anche Mainardus Sutriensis episcopus tra Bonifacio di Albano e Ugo di Gubbio